# Kilchoman Cross

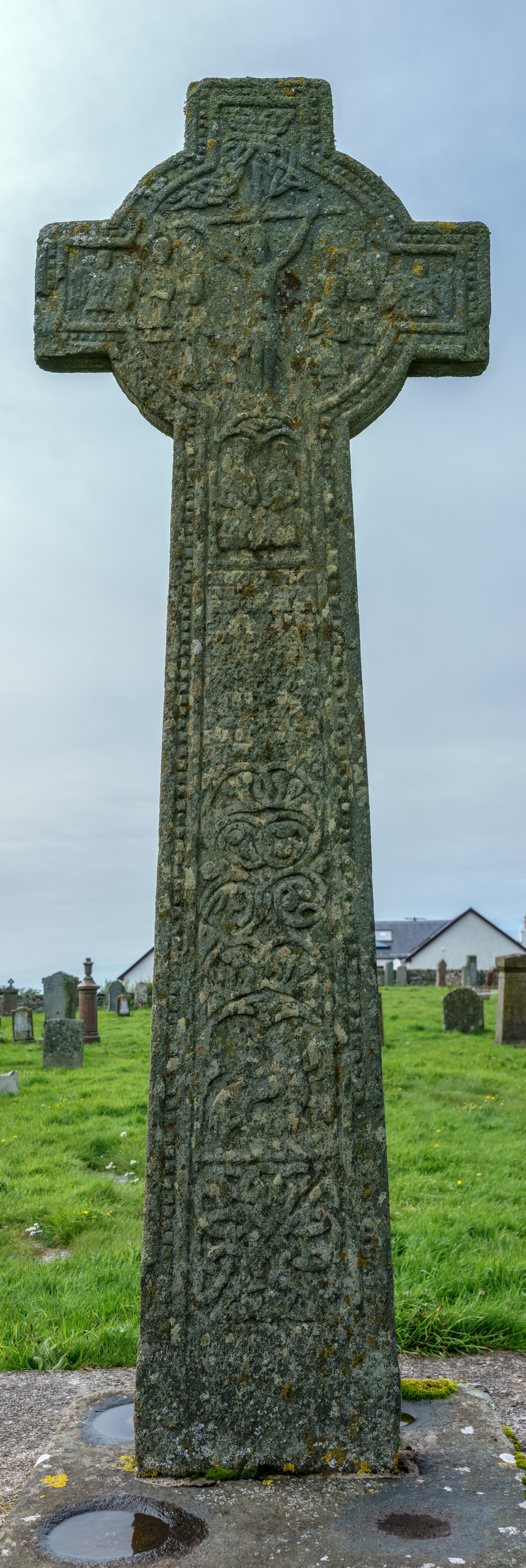
Het Kilchoman Cross.

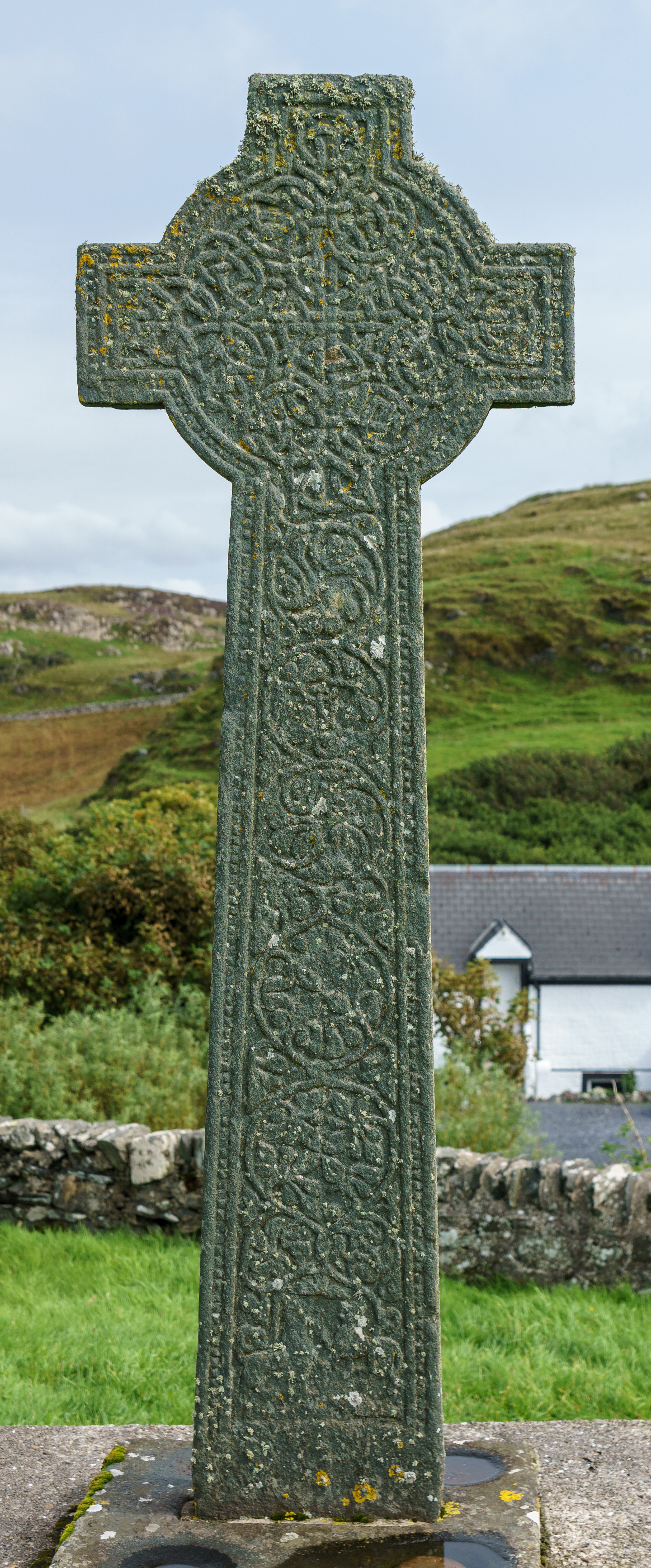
Achterzijde.

Het Kilchoman Cross, ook wel Cill Chomain Cross genoemd, is een veertiende-eeuws keltisch kruis staande op de begraafplaats bij de Kilchoman Old Parish Church op Islay in de Schotse regio Argyll and Bute.

## Geschiedenis
Het Kilchoman Cross stamt uit de veertiende eeuw.
Het Kilchoman Cross is gemaakt in de stijl van de Iona-school. Het kruis behoort tot de beste groep van middeleeuwse kruisen in de westelijke hooglanden en de eilanden. Hiertoe behoort ook bijvoorbeeld het Oronsay Cross.
Het kruis werd opgericht door ene dokter Thomas. Vermoedelijk was hij een lid van de familie Beaton of op zijn minst door hen opgeleid tot dokter. De familie MacBeth of Beaton, zoals ze in de zeventiende eeuw bekend werden, was een bekende medische familie in het middeleeuwse Schotland. De familie was in dienst van de Heer van de Eilanden (Lord of the Isles) en leden van deze familie woonden zeker op Islay.
Qua stijl en uitvoering lijkt het Kilchoman Cross op het Campbeltown Cross, dat in 1380 werd opgericht door Andrew MacEachern, die van 1376 tot 1382 pastoor was van de parochie van Kilchoman. Beide kruisen worden door Steer en Bannerman ingedeeld bij de klasse I-kruisen van de Iona-school. In tegenstelling tot het Campbeltown Cross is bij het Kilchoman Cross de Jezusfiguur niet beschadigd tijdens de reformatie. Andere kruisen in de regio werden wel beschadigd. Het is onbekend hoe het Kilchoman Cross dit lot ontliep.

## Omschrijving
Het Kilchoman Cross is 2,57 meter hoog en staat ten zuiden van de zuidgevel van de Kilchoman Old Parish Church.
Het kruis staat nog in het originele voetstuk. Op de vier hoeken bevinden zich gaten van verschillende diepte, waarbij een gat vrij ondiep is en een gat door vrijwel de gehele dikte van de steen gaat. Lokale traditie vertelt dat deze gaten zijn gemaakt door in verwachting zijnde vrouwen die graag een zoon wilden hebben, gebruikmakend van een peervormige stamper.
Het bovenste deel van het Kilchoman Cross is voorzien van een ring om het kruis. De zijwaartse armen van het kruis steken slechts een klein deel uit.
Het Kilchoman Cross is aan de voorzijde (de oostzijde) voorzien van een centraal geplaatste kruisigingsscène. Deze bestaat uit een gekruisigde Jezusfiguur met de Maagd Maria aan de rechterzijde, Sint Johannes aan de linkerzijde en engelen op de achtergrond.
Onder de kruisigingsscène zijn in een nis twee figuren met een boek in hun handen afgebeeld die hoogstwaarschijnlijk de opdrachtgever Thomas Beaton en de overledene Patrick Beaton voorstellen. Hieronder staat een Latijnse inscriptie in lombardische letters verdeeld over veertien regels.
Daaronder is een ruiter te paard afgebeeld en geheel onderaan bevindt zich een paneel voorzien van verweven lijnen.
De westzijde is voorzien van allerlei geometrische patronen die op een complexe manier zijn verbonden. In de uitwerking van het ontwerp zit echter een kleine fout, die vermoedelijk bewust is aangebracht. In middeleeuwse kunst kwam deze eigenschap voor omdat perfectie als hoogmoedig werd beschouwd.
Van de inscriptie is vooral het onderste deel dusdanig geërodeerd dat deze niet meer te lezen is.
Het leesbare deel van de inscriptie luidt:
HEC EST C/RUX PER T/AVEISUM [P]ATRICII
ME/DICUM PRO A/NIMABU[S] PAT/ROS ET MATR/IS
ET UXORI/S SUE AC OMN/IUM FIDELIUM /
DEFUNCTOR/[U]M ET DICTI [...]
Vrij vertaald: Dit is het kruis door Taveisus, zoon van Patricius, dokter, is opgericht voor de zielen van zijn vader en moeder en vrouw en vele andere trouwe overledenen en van de genoemde [...]
De naam Taveisum (Taveisus) is afgeleid van de Schots-Gaelische naam Támhas oftewel Thomas.

## Beheer
Het Kilchoman Cross is door Historic Scotland aangewezen als een Categorie B-monument. Het kruis staat op privéterrein.